# Zhang Hu (Tres Regnes)
|  | Per altres persones anomenades igual, vegeu Zhang Hu. |

En aquest nom xinès, el cognom és Zhang.
Zhang Hu va ser un general militar de Cao Wei durant el període dels Tres Regnes de la història xinesa. Va ser el fill de Zhang Liao i va heretar el títol pòstum del seu pare, servint com a tinent general en l'exèrcit de Cao Wei després de la mort d'aquest últim.

## En la ficció
En la novel·la històrica el Romanç dels Tres Regnes de Luo Guanzhong, es conta que Zhang Hu juntament amb Yue Chen va participar-hi en la defensa contra les forces invasores de Shu Han dirigides per Zhuge Liang. I en una ocasió va intentar un atac sobre l'enemic durant la nit, però va acabar sent derrotat. Zhang també participaria en la Campanya Liaodong de Sima Yi contra el senyor de la guerra Gongsun Yuan.